# Ruta Provincial 20 (La Rioja)
La Ruta Provincial 20 es una ruta no pavimentada, ubicada al sudeste de la Provincia de La Rioja, Argentina.
La ruta comienza en el límite con la Provincia de Córdoba, siendo continuación de la Ruta Provincial 28 cordobesa. Finaliza en el kilómetro 125 de la Ruta Nacional 79, a nivel una rotonda donde además nace hacia el oeste la Ruta Nacional 141.
Transcurre 48 km casi rectos dentro de los departamentos General Ocampo y General San Martín y Pocho.
Hasta 1979 formó parte de la Ruta Nacional 20.